# Växjö Fria Fordonsgymnasium

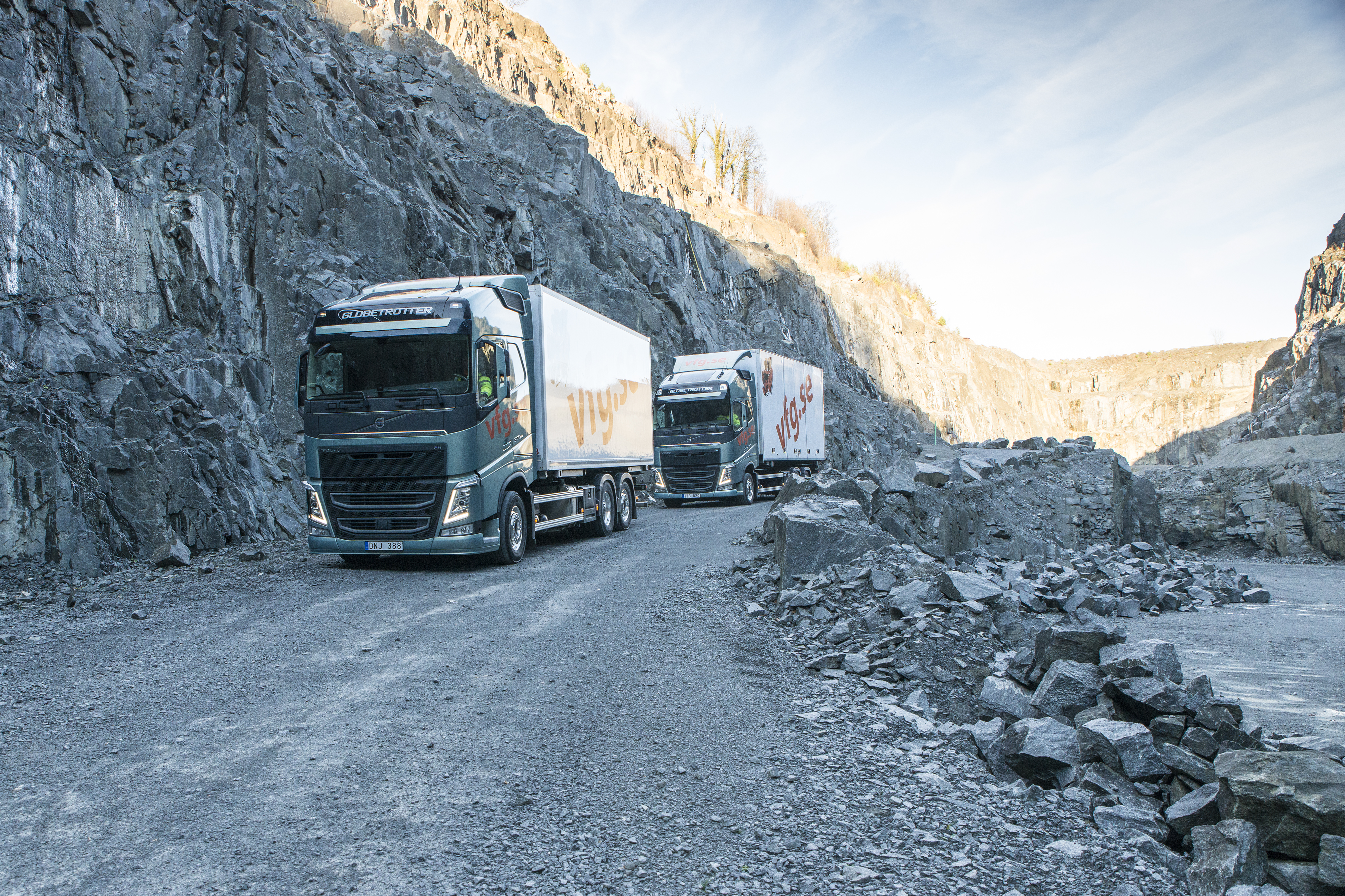
Några av VFGs fordon.

Växjö Fria Fordonsgymnasium är en fristående gymnasieskola i Växjö som bildades 2003. Växjö Fria Fordonsgymnasium erbjuder utbildningar inom transport och fordonsteknik. Skolan erbjuder fyra olika utbildningsinriktningar: Mekaniker tunga fordon,  transport, maskinanläggningsförare samt bilbärgare.
Skolan är belägen i Öjaby-Växjö.